# 多布倫鄉 (奧爾特縣)
44°16′N 24°13′E / 44.267°N 24.217°E
多布倫鄉（羅馬尼亞語：Comuna Dobrun, Olt），是羅馬尼亞的鄉份，位於該國南部，由奧爾特縣負責管轄，面積37平方公里，海拔高度103米，2007年人口1,463，人口密度每平方公里39人。